# Písková Lhota, Nymburk
Písková Lhota là một làng thuộc huyện Nymburk, vùng Středočeský, Cộng hòa Séc.